# Megachile sequior
Megachile sequior är en biart som beskrevs av Cockerell 1910. Megachile sequior ingår i släktet tapetserarbin, och familjen buksamlarbin. Inga underarter finns listade i Catalogue of Life.